# Нехтій Володимир Миколайович
Володимир Миколайович Нехтій (нар. 20 лютого 1951, Краматорськ, Донецька область, УРСР) — радянський футболіст, нападник.

## Життєпис
З 1968 по 1970 рік грав за краматорський «Авангард», у сезонах 1968 і 1970 років провів 29 матчів та відзначився 3 голами, ще 1 м'яч забив у сезоні 1969 року. У 1970 році перебував у складі одеського «Чорноморця», однак на поле не виходив.
З 1971 по 1975 рік захищав кольори ставропольського «Динамо», взяв участь в 134 матчах команди, відзначився 25-ма голами. З 1975 по 1976 рік виступав за «Кубань», у 60 матчах відзначився 7 голами, ще 1 матч провів у Кубку СРСР.
З 1977 по 1978 рік грав за карагандинський «Шахтар», в 49 матчах відзначився 6 голами. Потім з 1978 по 1979 рік виступав за «Кайрат», в складі якого дебютував у Вищій лізі СРСР, де провів за два сезони 44 матчі та відзначився 2 голами. Окрім цього, відзначився 1 голом у турнірі дублерів Вищої ліги 1979 року.
У 1994 році в складі збірної Казахстану став бронзовим призером Всесвітніх ігор ветеранів в Австралії. Майстер спорту міжнародного класу Казахстану. Після завершення кар'єри гравця працював дитячим тренером у Краматорську.

## Сім'ї
Батько трьох дітей. Старший син Руслан 1973 року народження — музикант проживає в Санкт-Петербурзі, середній — Павло Коротояцький, 1976 року народження, проживає і працює в Новому Уренгої, молодший син Владислав, як і батько, футболіст, вихованець академії донецького «Шахтаря».